# Episodi di Boruto: Naruto Next Generations
Questa è la lista degli episodi dell'anime Boruto: Naruto Next Generations.
Annunciato il 17 dicembre 2016, l'adattamento anime è stato trasmesso dal 5 aprile 2017 al 26 marzo 2023 su TV Tokyo. A differenza del manga che ha cominciato come adattamento del film Boruto: Naruto the Movie, l'anime incomincia la storia prima che Boruto e suoi amici diventino dei ninja. È stato realizzato da Pierrot e diretto da Noriyuki Abe e Hiroyuki Yamashita con la supervisione di Ukyo Kodachi, uno dei creatori della serie. La serie è disponibile sottotitolata in italiano sulla piattaforma a pagamento Crunchyroll.

## Lista episodi
| Nº                                                            | Titolo italiano Giapponese 「Kanji」 - Rōmaji | In onda           | In onda |
| Nº                                                            | Titolo italiano Giapponese 「Kanji」 - Rōmaji | Giapponese        |         |
| Saga dell'iscrizione all'Accademia Ninja (15 episodi)         | |                   |         |
| 1                                                             | Boruto Uzumaki!! 「うずまきボルト!!」 - Uzumaki Boruto!! | 5 aprile 2017     |         |
| 1                                                             | Anni prima della battaglia di Boruto Uzumaki contro un uomo di nome Kawaki, i giovani Boruto e Shikadai Nara montano su un treno e quest'ultimo gli ricorda che domani è la loro cerimonia d'ingresso all'Accademia. Boruto vede un ragazzo vittima di bullismo e lo difende. Parlano dei loro padri con il ragazzo, Denki Kaminarimon, rivelando che suo padre è un uomo d'affari miliardario che si occupa del sistema ferroviario di Konoha. Boruto lo incoraggia a tenere testa a suo padre. Boruto torna a casa e non è sorpreso di sentire che suo padre, Naruto, non è a casa. Nel frattempo Denki cerca di difendersi, ma suo padre lo respinge, dicendogli che otterrà la sua approvazione diventando forte. La mattina dopo, Boruto è in ritardo per la cerimonia e vede Denki controllato da un'aura malvagia. Denki attira i bulli su un treno rotto e lo guida in direzione di un altro treno con l'intento di spaventarli. Boruto interviene e fa rinsavire Denki, e riesce a evitare la collisione. Tuttavia il treno finisce per schiantarsi contro la faccia di pietra degli Hokage. I due diventano amici mentre frequentano l'Accademia il giorno dopo. |                   |         |
| 2                                                             | Il figlio dell'Hokage... !! 「火影の息子…!!」 - Hokage no musuko…!! | 12 aprile 2017    |         |
| 2                                                             | Boruto inizia a frequentare l'Accademia ed a conoscere e farsi conoscere dai suoi compagni, seppur con qualche difficoltà. |                   |         |
| 3                                                             | Metal Lee, forza della natura!! 「暴走、メタル・リー!!」 - Bōsō, Metaru Rī!! | 19 aprile 2017    |         |
| 3                                                             | A causa dei suoi problemi con l'ansia Metal si abbatte, finendo posseduto dalla strana aura oscura che già aveva attaccato Denki. Anche questa volta tutto si risolve senza conseguenze e solo Boruto ha notato l'alone scuro intorno a Metal. |                   |         |
| 4                                                             | Maschi contro femmine a colpi di tecniche ninja!! 「男女対抗忍術合戦!!」 - Danjo taikō ninjutsu gassen!! | 26 aprile 2017    |         |
| 4                                                             | Durante una sfida fra studenti Boruto utilizza incautamente la Tecnica dei Richiamo evocando una strana e pericolosissima creatura, ma fortunatamente Konohamaru la fa sparire prima che provochi danni. |                   |         |
| 5                                                             | Il misterioso nuovo studente... !! 「謎の転校生…!!」 - Nazo no tenkōsei…!! | 3 maggio 2017     |         |
| 5                                                             | Arriva Mitsuki dal Villaggio del Suono, molto strano, molto forte e misteriosamente interessato a Boruto, inoltre è in grado di vedere le aure oscure. Questa stessa aura un giorno colpisce Shino, in un momento di depressione ed il giorno dopo attacca Boruto, Shikadai e Mitsuki. |                   |         |
| 6                                                             | L'ultima lezione... !! 「最後の授業…!!」 - Saigo no jugyō…!! | 10 maggio 2017    |         |
| 6                                                             | Shino, posseduto dal misterioso chakra, tenta di uccidere i suoi allievi, ma dopo una prima fuga e con mille difficoltà i ragazzini riescono a far rinsavire Shino. Dopo l'accaduto Shino lo comunica a Naruto che perciò insieme a Shikamaru si rendono conto della gravità della situazione ed iniziano a fare delle indagini. |                   |         |
| 7                                                             | L'amore e le patatine... !! 「恋とポテチ…!!」 - Koi to potechi…!! | 17 maggio 2017    |         |
| 7                                                             | Un ragazzo interessato alla capoclasse di Boruto viene colpito dalla misteriosa aura oscura e dopo questa esperienza tutti comprendono che dopo questi avvenimenti le persone vengono derubate del chakra. |                   |         |
| 8                                                             | La profezia del sogno 「夢のお告げ」 - Yume no otsuge | 24 maggio 2017    |         |
| 8                                                             | Toneri appare in sogno a Boruto per rivelargli l'importanza dei suoi occhi e dopo questo evento, Boruto finalmente riesce a vedere il suo occhio speciale: credendo sia Byakugan decide di mostrarlo ai suoi genitori. |                   |         |
| 9                                                             | Dare prova di sé 「自分の証明」 - Jibun no shōmei | 31 maggio 2017    |         |
| 9                                                             | Boruto non possiede il Byakugan ma tutti comprendono esserci qualcosa in ballo: nel frattempo la misteriosa ombra, dopo un ennesimo caso, ha sempre più le sembianze di un mostro. |                   |         |
| 10                                                            | Il caso del fantasma, che le indagini abbiano inizio!! 「ゴースト事件、捜査開始!!」 - Gōsuto jiken, sōsa kaishi!! | 7 giugno 2017     |         |
| 10                                                            | I casi di attacco da parte della misteriosa aura diventano così frequenti da trasformarlo in un serio problema. Naruto ed i suoi uomini vicini scoprono avere a che fare con vecchi esperimenti della Radice con le cellule di Hashirama. |                   |         |
| 11                                                            | L'ombra di chi muove i fili 「黒幕の影」 - Kuromaku no kage | 14 giugno 2017    |         |
| 11                                                            | Un uomo mascherato, apparentemente causa degli attacchi del fantasma, fa la sua comparsa ma i ninja non riescono a catturarlo. Il mostro che compare sempre nel fantasma annuncia l'arrivo della Nue grazie al chakra negativo delle persone deboli. |                   |         |
| 12                                                            | Boruto e Mitsuki 「ボルトとミツキ」 - Boruto to Mitsuki | 21 giugno 2017    |         |
| 12                                                            | Osservando Boruto Mitsuki rivive dei vecchi ricordi, e trovandosi ancora più connesso con Boruto gli rivela sapere chi si cela dietro l'attacco dei fantasmi: intanto il letto di Sumire, ferita all'ospedale, è vuoto. |                   |         |
| 13                                                            | La belva demoniaca compare... !! 「魔獣、現る…!!」 - Majū, Arawaru···!! | 28 giugno 2017    |         |
| 13                                                            | Nue, che si ciba di chakra negativo, viene liberata da Sumire, figlia di un defunto membro della Radice e sacrificata alla distruzione del Villaggio. Boruto e Mitsuki affrontano Sumire, intenzionata a portare a termine la sua missione. |                   |         |
| 14                                                            | Boruto vede una soluzione 「ボルトに見える道」 - Boruto ni mieru michi | 5 luglio 2017     |         |
| 14                                                            | Boruto fa breccia nel buon cuore di Sumire, ricordandole i suoi bei momenti all'Accademia e mostrandole il legame affettivo con Nue. Nue si sacrifica per far uscire illesi Sumire, Boruto e Mitsuki dalla dimensione parallela e tutto si risolve per il meglio. |                   |         |
| 15                                                            | Nuova strada 「新しい道」 - Atarashī michi | 12 luglio 2017    |         |
| 15                                                            | Mentre le vite di Boruto e compagni tornano alla normalità in una lontana dimensione qualcuno, collegato a Kaguya, si prepara a venire sulla Terra. |                   |         |
| Saga di Sarada Uchiha (9 episodi)                             | |                   |         |
| 16                                                            | Rischio di bocciatura 「留年の危機」 - Daburi no kiki | 19 luglio 2017    |         |
| 16                                                            | È tempo di esami all'Accademia: essendo Iwabe bravo nei ninjutsu ma carente nella teoria mentre Denki bravo nello studio ma impacciato nella pratica, i due collaborano e si impegnano a fondo per colmare le proprie lacune. Il giorno dell'esame vi è un incendio ed i due lo spengono saltando la prova ma le loro gesta vengono ricompensate. |                   |         |
| 17                                                            | Corri Sarada!! 「サラダ走る!!」 - Sarada hashiru!! | 26 luglio 2017    |         |
| 17                                                            | Sarada si trova alle prese con il pupazzo smarrito di una bambina. |                   |         |
| 18                                                            | Un giorno a casa Uzumaki 「うずまき家の一日」 - Uzumaki-ke no ichinichi | 2 agosto 2017     |         |
| 18                                                            | Boruto ricorda la nomina di Naruto ad Hokage, quando Himawari si arrabbiò e risvegliò involontariamente il Byakugan. |                   |         |
| 19                                                            | Sarada Uchiha 「うちはサラダ」 - Uchiha Sarada | 9 agosto 2017     |         |
| 19                                                            | Sarada soffre per l'assenza di suo padre (Sasuke) che non ha mai conosciuto ed inizia, quindi, a fare ricerche su di lui. |                   |         |
| 20                                                            | Il ragazzo con lo Sharingan 「写輪眼の少年」 - Sharingan no shōnen | 16 agosto 2017    |         |
| 20                                                            | Naruto,informato da Sasuke che esiste un altro uomo con lo sharingan,parte subito in viaggio per incontrare Sasuke.Nel frattempo anche Sarada,dubitando su chi sia la sua vera madre,parte con Chocho alla ricerca di suo padre per avere una conferma,le ragazze si uniscono quindi a Naruto ma non fila tutto liscio. |                   |         |
| 21                                                            | Sasuke e Sarada 「サスケとサラダ」 - Sasuke to Sarada | 23 agosto 2017    |         |
| 21                                                            | Sarada,una volta arrivata alla torre dove si trova Sasuke,rimane ferita e delusa dal comportamento del padre.Cercando di risolvere la situazione,Chocho e Naruto provano ad aiutarli ma vengono attaccati da un uomo e dai suoi cloni bambini che sostengono di chiamarsi Shin Uchiha, con l'obiettivo di rifondare l'Akatsuki.Intanto anche Sakura viene a sapere del viaggio di Sarada... |                   |         |
| 22                                                            | Sentimenti che uniscono 「つながる想い」 - Tsunagaru omoi | 30 agosto 2017    |         |
| 23                                                            | Forme di unione 「つながりのカタチ」 - Tsunagari no katachi | 6 settembre 2017  |         |
| 24                                                            | Boruto e Sarada 「ボルトとサラダ」 - Boruto to Sarada | 13 settembre 2017 |         |
| Saga del viaggio scolastico (7 episodi)                       | |                   |         |
| 25                                                            | Un viaggio d'istruzione tumultuoso!! 「波乱の修学旅行!!」 - Haran no shūgakuryokō!! | 20 settembre 2017 |         |
| 26                                                            | Il successore del Mizukage 「水影の後継者」 - Mizukage no kōkeisha | 27 settembre 2017 |         |
| 27                                                            | Attacco ninja in nome dell'amicizia 「友情のシノビバウト」 - Yūjō no shinobi bauto | 4 ottobre 2017    |         |
| 28                                                            | Dichiarazione di guerra 「宣戦布告」 - Sensen fukoku | 11 ottobre 2017   |         |
| 29                                                            | I nuovi Sette Spadaccini della Nebbia!! 「新· 忍刀七人衆！！」 - Shin·Shinobi gatana Shichi Ninshū!! | 18 ottobre 2017   |         |
| 30                                                            | Sharingan VS Zanne del Fulmine 「写輪眼vs雷刀呀」 - Sharingan vs Raiton Kiba | 25 ottobre 2017   |         |
| 31                                                            | Boruto e Kagura 「ボルトとかぐら」 - Boruto to Kagura | 1º novembre 2017  |         |
| Saga del diploma (10 episodi)                                 | |                   |         |
| 32                                                            | In missione per un regalo 「おみやげクエスト」 - Omiyage Kuesuto | 8 novembre 2017   |         |
| 33                                                            | L'Ultra Illustrazione Animale è in crisi! 「スランプ!! 超獣偽画」 - Suranpu!! Chōjū giga | 15 novembre 2017  |         |
| 34                                                            | La notte delle stelle cadenti 「星降る夜」 - Hoshi furu yoru | 22 novembre 2017  |         |
| 35                                                            | Colloquio con i genitori...!! 「三者面談…!!」 - Sansha mendan…!! | 29 novembre 2017  |         |
| 36                                                            | Che l'esame di diploma abbia inizio!! 「卒業試験、開始!!」 - Sotsugyō shiken kaishi...!!! | 6 dicembre 2017   |         |
| 37                                                            | La determinazione di un ninja 「忍の覚悟」 - Shinobi no kakugo | 13 dicembre 2017  |         |
| 38                                                            | Formazione delle squadra a tre...? 「スリーマンセル、結成…？」 - Surīmanseru, kessei…? | 20 dicembre 2017  |         |
| 39                                                            | La strada illuminata dalla luna piena 「満ちた月が照らす道」 - Michita tsuki ga Terasu michi | 27 dicembre 2017  |         |
| 40                                                            | Squadra 7 prima missione! 「第七班・初任務!!」 - Dainanahan, hatsu ninmu!! | 10 gennaio 2018   |         |
| 41                                                            | La forza dell'unione 「結束の力」 - Kessoku no chikara | 17 gennaio 2018   |         |
| Saga della banda Byakuya (11 episodi)                         | |                   |         |
| 42                                                            | Il lavoro di un ninja 「忍者のお仕事」 - Ninja no oshigoto | 24 gennaio 2018   |         |
| 43                                                            | La banda Byakuya fa la sua comparsa 「白夜団、現る!!」 - Byakuya-dan, arawaru!! | 31 gennaio 2018   |         |
| 44                                                            | Il dilemma di Shikadai 「シカダイの迷い」 - Shikadai no mayoi | 7 febbraio 2018   |         |
| 45                                                            | Il ricordo di un giorno di neve 「雪の日の記憶」 - Yuki no hi no kioku | 14 febbraio 2018  |         |
| 46                                                            | Piano "Notte Polare" in azione!! 「決行!! 極夜作戦」 - Kekkō!! Kyokuya sakusen | 21 febbraio 2018  |         |
| 47                                                            | La persona che voglio diventare 「成りたい駒」 - Naritai koma (su gata) | 28 febbraio 2018  |         |
| 48                                                            | Genin Documentary!! 「下忍ドキュメンタリー!!」 - Shimooshi Dokyumentarī!! | 7 marzo 2018      |         |
| 49                                                            | Wasabi e Namida 「ワサビでなみだ」 - Wasabi to Namida | 14 marzo 2018     |         |
| 50                                                            | Esame di selezione dei Chunin: La fase di raccomandazione 「中忍選抜試験推薦会議」 - Chūnin senbatsu shiken suisen kaigi | 21 marzo 2018     |         |
| 51                                                            | Il compleanno di Boruto 「ボルトの誕生日」 - Boruto no tanjōbi | 28 marzo 2018     |         |
| 52                                                            | L'ombra di Sasuke 「サスケの影」 - Sasuke no kage | 4 aprile 2018     |         |
| Saga dell'esame dei Chunin (14 episodi)                       | |                   |         |
| 53                                                            | Il compleanno di Himawari 「ヒマワリの誕生日」 - Himawari no tanjōbi | 11 aprile 2018    |         |
| 53                                                            | Gli esami Chunin si stanno avvicinando rapidamente e tutti sono entusiasti, tranne Boruto. Durante questo periodo, Boruto e la sua famiglia hanno una rara opportunità di stare insieme per festeggiare il compleanno di Himawari, compreso Naruto, ma un imprevisto lo obbliga a ritirare la copia provocando la rabbia di Boruto. Quella stessa sera Sasuke Uchiha fa una visita alla famiglia Uzumaki. |                   |         |
| 54                                                            | Sasuke e Boruto 「サスケとボルト」 - Sasuke to Boruto | 18 aprile 2018    |         |
| 55                                                            | Gli strumenti scientifici ninja 「科学忍具」 - Kagaku ningu | 25 aprile 2018    |         |
| 56                                                            | I rivali tutti riuniti!! 「ライバル、集結!!」 - Raibaru, shūketsu!! | 3 maggio 2018     |         |
| 57                                                            | Il motivo per cui non posso perdere 「負けられない理由」 - Make rarenai riyū | 10 maggio 2018    |         |
| 58                                                            | Che il torneo abbia inizio!! 「トーナメント、開始!!」 - Tōnamento, kaishi!! | 17 maggio 2018    |         |
| 59                                                            | Boruto VS Shikadai 「ボルトＶＳシカダイ」 - Boruto VS Shikadai | 24 maggio 2018    |         |
| 60                                                            | Villaggio della Foglia VS Villaggio della Sabbia 「木ノ葉隠れＶＳ砂隠れ」 - Konoha kakure VS Sunagakure | 31 maggio 2018    |         |
| 61                                                            | Shinki, il manipolatore della sabbia ferrifera 「砂鉄使い・シンキ」 - Satetsu tsukai Shinki | 7 giugno 2018     |         |
| 62                                                            | L'irruzione degli Otsutsuki!! 「大筒木、襲来!!」 - Ōtsutsuki, shūrai!! | 14 giugno 2018    |         |
| 63                                                            | L'asso nella manica di Sasuke 「サスケの切り札」 - Sasuke no kirifuda | 28 giugno 2018    |         |
| 64                                                            | Il salvataggio di Naruto!! 「ナルト、奪還!!」 - Naruto, dakkan!! | 5 luglio 2018     |         |
| 65                                                            | Padre e figlio 「父と子」 - Chichi to ko | 19 luglio 2018    |         |
| 66                                                            | La mia storia...!! 「オレの物語…!!」 - Ore no monogatari...!! | 26 luglio 2018    |         |
| Saga di super Chocho, modalità Farfalla (4 episodi)           | |                   |         |
| 67                                                            | Super Chocho, modalità Farfalla!! 「超チョウチョウ蝶モード!!」 - Chō Chōchō chō Mōdo!! | 2 agosto 2018     |         |
| 68                                                            | Super Chocho, Modalità Bacio!! 「超チョウチョウキスモード!!」 - Chō Chōchō Kisu Mōdo!! | 9 agosto 2018     |         |
| 69                                                            | Super Chocho, schermaglie d'amore! 「超チョウチョウ恋騒動!!」 - Chō Chōchō koi sōdō!! | 16 agosto 2018    |         |
| 70                                                            | Oltre l'ansia 「緊張の向こう側」 - Kinchō no mukō-gawa | 23 agosto 2018    |         |
| Saga della scomparsa di Mitsuki (22 episodi)                  | |                   |         |
| 71                                                            | La pietra più dura del mondo 「世界で一番固い石」 - Sekai de ichiban katai ishi | 30 agosto 2018    |         |
| 72                                                            | La volontà di Mitsuki 「ミツキの意志」 - Mitsuki no ishi | 6 settembre 2018  |         |
| 73                                                            | Il lato oscuro della Luna 「月の裏側」 - Tsuki no uragawa | 13 settembre 2018 |         |
| 74                                                            | Il nemico è l'Ino-Shika-Cho...!! 「敵は猪鹿蝶…!!」 - Teki wa Ino–Shika–Chō…!! | 20 settembre 2018 |         |
| 75                                                            | Dure prove alla Caverna dei Draghi 「龍地洞の試練」 - Ryūchidō no shiren | 20 settembre 2018 |         |
| 76                                                            | Provocate l'ira del Drago 「逆鱗に触れろ」 - Gekirin ni furero | 7 ottobre 2018    |         |
| 77                                                            | Un nemico formidabile! Garaga attacca!! 「強敵、ガラガの猛攻!!」 - Kyōteki, Garaga no mōkō!! | 14 ottobre 2018   |         |
| 78                                                            | Le intenzioni di ciascuno 「それぞれの思惑」 - Sorezore no omowaku | 21 ottobre 2018   |         |
| 79                                                            | Il reincontro con Mitsuki...! 「再会、ミツキ…!!」 - Saikai, Mitsuki…!! | 28 ottobre 2018   |         |
| 80                                                            | Gli amici di Mitsuki 「ミツキのトモダチ」 - Mitsuki no tomodachi | 4 novembre 2018   |         |
| 81                                                            | Il desiderio di Boruto 「ボルトの願い」 - Boruto no negai | 11 novembre 2018  |         |
| 82                                                            | Infiltrazione al Villaggio della Roccia!! 「潜入!! 岩隠れの里」 - Sen'nyū!! Iwagakure no sato | 18 novembre 2018  |         |
| 83                                                            | La giustizia di Onoki 「オオノキの正義」 - Ōnoki no seigi | 25 novembre 2018  |         |
| 84                                                            | Le idee di Onoki e quelle di Kuu 「オオノキの思い、空の思い」 - Ōnoki no omoi, Kū no omoi | 2 dicembre 2018   |         |
| 85                                                            | La pietra dell'anima 「心の石」 - Kokoro no ishi | 9 dicembre 2018   |         |
| 86                                                            | Il volere di Kozuchi 「コヅチの意志」 - Kozuchi no ishi | 16 dicembre 2018  |         |
| 87                                                            | Sentirsi veramente vivi 「生きている実感」 - Ikiteiru jikkan | 23 dicembre 2018  |         |
| 88                                                            | Scontro con Kokuyo!! 「激突、コクヨウ!!」 - Gekitotsu, Kokuyō!! | 6 gennaio 2019    |         |
| 89                                                            | Un animo incrollabile 「貫く心」 - Tsuranuku kokoro | 13 gennaio 2019   |         |
| 90                                                            | Mitsuki e Sekiei 「ミツキとセキエイ」 - Mitsuki to Sekiei | 20 gennaio 2019   |         |
| 91                                                            | Il volere di Onoki 「オオノキの意志」 - Ōnoki no ishi | 27 gennaio 2019   |         |
| 92                                                            | Una nuova quotidianità 「新しい日常」 - Atarashī nichijō | 3 febbraio 2019   |         |
| Naruto Shinden: La giornata genitori-figli (3 episodi)        | |                   |         |
| 93                                                            | La giornata genitori-figli 「親子の日」 - Oyako no hi | 10 febbraio 2019  |         |
| 94                                                            | Porzioni giganti! Il torneo dei mangioni! 「てんこ盛り!!大食いバトル」 - Tenkomori!! Ōkui Batoru | 17 febbraio 2019  |         |
| 95                                                            | Grande Operazione "Avvicinamento alla propria figlia" 「娘とイチャイチャ大作戦」 - Musume to icha icha dai sakusen | 24 febbraio 2019  |         |
| Saga del Segno maledetto (10 episodi)                         | |                   |         |
| 96                                                            | Sangue, sudore e lacrime 「血と汗となみだ」 - Chi to ase to namida | 3 marzo 2019      |         |
| 97                                                            | La decisione di Shikadai 「シカダイの決断」 - Shikadai no ketsudan | 10 marzo 2019     |         |
| 98                                                            | Il bosco maledetto 「呪われた森」 - Norowareta mori | 17 marzo 2019     |         |
| 99                                                            | Jugo e il sigillo maledetto 「重吾と呪印」 - Jūgo to juin | 24 marzo 2019     |         |
| 100                                                           | Il sentiero prestabilito 「決められた道」 - Kimerareta michi | 31 marzo 2019     |         |
| 101                                                           | I rinforzi di Jugo 「重吾の援軍」 - Jūgo no engun | 7 aprile 2019     |         |
| 102                                                           | Lotta all'ultimo sangue! 「乱戦!!」 - Ransen!! | 14 aprile 2019    |         |
| 103                                                           | La stagione migratoria 「渡りの季節」 - Watari no kisetsu | 21 aprile 2019    |         |
| 104                                                           | Un piccolo coinquilino 「小さな同居人」 - Chīsana dōkyonin | 28 aprile 2019    |         |
| 105                                                           | Una ferita aperta nel cuore 「心の傷口」 - Kokoro no kizuguchi | 5 maggio 2019     |         |
| Cronache ninja alle terme (6 episodi)                         | |                   |         |
| 106                                                           | Cronache ninja alle terme - La missione di livello S!! 「湯煙忍法帖・Sランク任務!!」 - Yukemuri ninpōchō: Esu Ranku ninmu!! | 12 maggio 2019    |         |
| 107                                                           | Cronache ninja alle terme - La battaglia tra cane e gatto!! 「湯煙忍法帖・犬猫戦争!!」 - Yukemuri ninpōchō: inuneko sensō!! | 19 maggio 2019    |         |
| 108                                                           | Cronache ninja alle terme - Il ryokan infestato!! 「湯煙忍法帖・幽霊旅館!!」 - Yukemuri ninpōchō: yūrei ryokan!! | 26 maggio 2019    |         |
| 109                                                           | Cronache ninja alle terme - Patatine e la grande roccia!! 「湯煙忍法帖・ポテチと大岩!!」 - Yukemuri ninpōchō: potechi to ōiwa!! | 2 giugno 2019     |         |
| 110                                                           | Cronache ninja alle terme - Le terme di chi torna dalla morte!! 「湯煙忍法帖・蘇り温泉!!」 - Yukemuri ninpōchō: yomigaeri onsen!! | 9 giugno 2019     |         |
| 111                                                           | Cronache ninja alle terme - Il "Re" di Mirai!! 「湯煙忍法帖・ミライの玉!!」 - Yukemuri ninpōchō: Mirai no gyoku!! | 16 giugno 2019    |         |
| Saga di Konohamaru (8 episodi)                                | |                   |         |
| 112                                                           | Il summit di promozione a chunin 「中忍昇格首脳会議」 - Chūnin shōkaku shunō kaigi | 23 giugno 2019    |         |
| 113                                                           | Le qualità di un caposquadra 「隊長の素質」 - Taichō no soshitsu | 30 giugno 2019    |         |
| 114                                                           | La guerra per procura di Gemaki 「ゲマキ代理戦争!!」 - Gemaki dairi sensō!! | 7 luglio 2019     |         |
| 115                                                           | La Squadra 25 「第二十五班」 - Daini jū gohan | 14 luglio 2019    |         |
| 116                                                           | Konohamaru e Lemon 「木ノ葉丸とレモン」 - Konohamaru to Remon | 21 luglio 2019    |         |
| 117                                                           | Il segreto di Lemon 「レモンの秘密」 - Remon no himitsu | 28 luglio 2019    |         |
| 118                                                           | Il divoratore di ricordi 「記憶を喰らうモノ」 - Kioku wo kurau mono | 4 agosto 2019     |         |
| 119                                                           | La via del ninja di Konohamaru 「木ノ葉丸の忍道」 - Konohamaru no nindō | 11 agosto 2019    |         |
| Scorta del Monocoda (7 episodi)                               | |                   |         |
| 120                                                           | Sasuke è il mio riferimento 「サスケを目指して」 - Sasuke wo mezashite | 18 agosto 2019    |         |
| 121                                                           | La missione affidata!! Proteggere il Monocoda 「一尾を守れ！託された任務」 - Ichibi o mamore! Takusareta ninmu | 25 agosto 2019    |         |
| 122                                                           | Battaglia tra marionette!! 「傀儡バトル!!」 - Kugutsu Batoru!! | 1º settembre 2019 |         |
| 123                                                           | Urashiki, il ritorno 「ウラシキ、復活」 - Urashiki, fukkatsu | 8 settembre 2019  |         |
| 124                                                           | Il momento della decisione 「決断の時」 - Ketsudan no toki | 15 settembre 2019 |         |
| 125                                                           | Boruto e Shinki 「ボルトとシンキ」 - Boruto to Shinki | 22 settembre 2019 |         |
| 126                                                           | Il trucchetto di Shukaku 「守鶴の企み」 - Shukaku no takurami | 29 settembre 2019 |         |
| Scivolo temporale (10 episodi)                                | |                   |         |
| 127                                                           | Tattiche della pomiciata 「イチャイチャタクティクス」 - Icha icha takutikusu | 6 ottobre 2019    |         |
| 128                                                           | L'obiettivo di Urashiki 「ウラシキの狙い」 - Urashiki no nerai | 13 ottobre 2019   |         |
| 129                                                           | Il Villaggio della Foglia 「木ノ葉隠れの里」 - Konohagakure no sato | 20 ottobre 2019   |         |
| 130                                                           | Radunatevi, genin!! 「集まれ、下忍!!」 - Atsumare, genin!! | 27 ottobre 2019   |         |
| 131                                                           | La forza dell'enneacoda 「九尾のカ」 - Kyūbi no chikara | 3 novembre 2019   |         |
| 132                                                           | Il compito di Jiraiya 「自来也の課題」 - Jiraiya no kadai | 10 novembre 2019  |         |
| 133                                                           | Un villaggio senza Sasuke 「サスケのいない里」 - Sasuke no inai sato | 24 novembre 2019  |         |
| 134                                                           | Il potere di prevedere il futuro 「未来を読むチカラ」 - Mirai o yomu chikara | 1º dicembre 2019  |         |
| 135                                                           | La battaglia decisiva, Urashiki 「最終決戦、ウラシキ」 - Saishū kessen, Urashiki | 8 dicembre 2019   |         |
| 136                                                           | Al di là del tempo!! 「時を越えて!!」 - Toki o koete!! | 15 dicembre 2019  |         |
| Banditi Mujina (15 episodi)                                   | |                   |         |
| 137                                                           | Il samurai in programma di scambio 「サムライ留学生」 - Samurai ryūgakusei | 22 dicembre 2019  |         |
| 138                                                           | Il compleanno di Hiashi 「ヒアシの誕生日」 - Hiashi no tanjōbi | 29 dicembre 2019  |         |
| 139                                                           | Terrore! Enko Onikuma 「恐怖!! 鬼熊えんこ」 - Kyōfu!! Onikuma Enko | 12 gennaio 2020   |         |
| 140                                                           | La Tecnica del Capovolgimento Spirituale si arrende alle patatine 「ポテチに負けた心転身の術」 - Potechi ni maketa shintenshin no jutsu | 19 gennaio 2020   |         |
| 141                                                           | La prigione dei ninja: Il Castello di Hozuki 「忍監獄・鬼灯城」 - Shinobi kangoku: Hōzuki-jō | 26 gennaio 2020   |         |
| 142                                                           | Prova di volontà 「根性試し」 - Konjō tameshi | 2 febbraio 2020   |         |
| 143                                                           | L'assalitore di Kokuri 「コクリを狙った犯人」 - Kokuri o neratta han'nin | 9 febbraio 2020   |         |
| 144                                                           | Il segreto di Kokuri 「コクリの秘密」 - Kokuri no himitsu | 16 febbraio 2020  |         |
| 145                                                           | Evasione dal Castello di Hozuki 「鬼灯城を脱獄せよ」 - Hōzuki-jō o datsugoku seyo | 23 febbraio 2020  |         |
| 146                                                           | Evasione effettuata!! 「脱獄、決行!!」 - Datsugoku, kekkō!! | 1º marzo 2020     |         |
| 147                                                           | Battaglia decisiva al chiaro di luna 「月下の決戦」 - Gekka no kessen | 8 marzo 2020      |         |
| 148                                                           | Una nuova missione!! 「新たな任務!!」 - Aratana ninmu!! | 15 marzo 2020     |         |
| 149                                                           | Amici...!! 「友達…!!」 - Tomodachi…!! | 22 marzo 2020     |         |
| 150                                                           | Il valore degli assi nella manica 「切り札の価値!!」 - Kirifuda no kachi!! | 29 marzo 2020     |         |
| 151                                                           | Boruto e Tento 「ボルトとテントウ」 - Boruto to Tentō | 5 aprile 2020     |         |
| Saga dell'attuazione di Kara (26 episodi)                     | |                   |         |
| 152                                                           | Lo sviluppo delle tecniche mediche ninja 「医療忍術のすすめ」 - Iryō ninjutsu no susume | 12 aprile 2020    |         |
| 153                                                           | Armonia dorata 「黄金のハーモニー」 - Ōgon no Hāmonī | 19 aprile 2020    |         |
| 154                                                           | Himawari, prime prove da ninja!! 「ヒマワリ、忍者体験!!」 - Himawari, ninja taiken!! | 26 aprile 2020    |         |
| 155                                                           | Mitsuki in un giorno di pioggia 「雨の日のミツキ」 - Ame no hi no Mitsuki | 5 luglio 2020     |         |
| 156                                                           | Non posso rimanere snella 「スリムなままじゃいられない」 - Surimuna mama ja irarenai | 12 luglio 2020    |         |
| 157                                                           | Le orme dei "Kara" 「「殻」の足跡」 - Kara no ashiato | 19 luglio 2020    |         |
| 158                                                           | L'uomo svanito 「消えた男」 - Kieta otoko | 26 luglio 2020    |         |
| 159                                                           | Le cellule di Hashirama 「柱間細胞」 - Hashirama saibō | 2 agosto 2020     |         |
| 160                                                           | Al Paese del Silenzio 「黙の国へ」 - Shijima no kuni e | 9 agosto 2020     |         |
| 161                                                           | Un castello da incubo 「悪夢の城」 - Akumu no shiro | 16 agosto 2020    |         |
| 162                                                           | Sfuggiamo alla rete che vuole intrappolarci! 「包囲網を脱出せよ!」 - Hōimō o dasshutsu seyo! | 23 agosto 2020    |         |
| 163                                                           | Gli inseguitori 「追跡者たち」 - Tsuisekisha-tachi | 30 agosto 2020    |         |
| 164                                                           | La tecnica proibita della morte 「死の禁術」 - Shi no kinjutsu | 6 settembre 2020  |         |
| 165                                                           | La missione dei quattro gemelli 「四つ子の使命」 - Yotsugo no shimei | 13 settembre 2020 |         |
| 166                                                           | Battaglia all'ultimo sangue 「死闘」 - Shitō | 20 settembre 2020 |         |
| 167                                                           | La decisione di entrambi 「二人の覚悟」 - Futari no kakugo | 27 settembre 2020 |         |
| 168                                                           | Inizia l'addestramento!! 「修業開始!!」 - Shugyō kaishi!! | 4 ottobre 2020    |         |
| 169                                                           | Strategia congiunta con la Sabbia 「砂との共同作戦」 - Suna to no kyōdō sakusen | 11 ottobre 2020   |         |
| 170                                                           | Il nuovo Rasengan 「新しい螺旋丸」 - Atarashii Rasengan | 18 ottobre 2020   |         |
| 171                                                           | I risultati degli allenamenti 「修業の成果」 - Shugyō no seika | 25 ottobre 2020   |         |
| 172                                                           | L'autografo terrificante 「恐怖のサイン」 - Kyōfu no sain | 1º novembre 2020  |         |
| 173                                                           | Il segreto della sala sotterranea 「地下室の秘密」 - Chikashitsu no himitsu | 8 novembre 2020   |         |
| 174                                                           | L'Albero Divino torna in vita 「神樹再生」 - Shinju saisei | 15 novembre 2020  |         |
| 175                                                           | Oltre i limiti!! 「限界の先へ…!!」 - Genkai no saki e…!! | 22 novembre 2020  |         |
| 176                                                           | Chiudete le porte Aun!! 「あ・んの門を封鎖せよ!!」 - A・N no mon o fūsa seyo!! | 29 novembre 2020  |         |
| 177                                                           | Il sistema di rilevamento del Muro di Ferro 「鉄壁の感知システム」 - Teppeki no kanchi Shisutemu | 6 dicembre 2020   |         |
| Saga del recipiente (15 episodi)                              | |                   |         |
| 178                                                           | L'esempio paterno 「父の背中」 - Chichi no senaka | 13 dicembre 2020  |         |
| 179                                                           | La cospirazione di Victor 「ヴィクタの陰謀」 - Vikuta no inbō | 20 dicembre 2020  |         |
| 180                                                           | Mugino l'assassino 「暗殺者ムギノ」 - Ansatsusha Mugino | 27 dicembre 2020  |         |
| 181                                                           | Il Recipiente 「器」 - Utsuwa | 10 gennaio 2021   |         |
| 182                                                           | Ao 「青」 - Ao | 17 gennaio 2021   |         |
| 183                                                           | La mano 「手」 - Te | 24 gennaio 2021   |         |
| 184                                                           | Marionette 「人形」 - Ningyō | 31 gennaio 2021   |         |
| 185                                                           | Strumenti 「道具」 - Dōgu | 7 febbraio 2021   |         |
| 186                                                           | Usare al meglio 「使い方」 - Tsukaikata | 14 febbraio 2021  |         |
| 187                                                           | Karma 「楔」 - Kāma | 21 febbraio 2021  |         |
| 188                                                           | Risveglio 「目覚め」 - Mezame | 28 febbraio 2021  |         |
| 189                                                           | Risonanza 「共鳴」 - Kyōmei | 7 marzo 2021      |         |
| 190                                                           | Fuga 「脱走」 - Dassō | 14 marzo 2021     |         |
| 191                                                           | Cane randagio 「野良犬」 - Norainu | 21 marzo 2021     |         |
| 192                                                           | Passato 「過去」 - Kako | 28 marzo 2021     |         |
| Saga di Kawaki: Kara Clash (13 episodi)                       | |                   |         |
| 193                                                           | Convivenza 「同居」 - Dōkyo | 4 aprile 2021     |         |
| 194                                                           | La famiglia Uzumaki 「うずまき家」 - Uzumaki-ke | 11 aprile 2021    |         |
| 195                                                           | Un vaso da fiori 「花瓶」 - Kabin | 18 aprile 2021    |         |
| 196                                                           | La forza che ci unisce 「繋ぐ力」 - Tsunagu chikara | 25 aprile 2021    |         |
| 197                                                           | Delta 「デルタ」 - Deruta | 2 maggio 2021     |         |
| 198                                                           | Mostri 「怪物」 - Bakemon | 9 maggio 2021     |         |
| 199                                                           | Overload 「オーバーロード」 - Ōbārōdo | 16 maggio 2021    |         |
| 200                                                           | Un allievo 「弟子入り」 - Deshiiri | 23 maggio 2021    |         |
| 201                                                           | Lacrime vuote 「空っぽの涙」 - Karappo no namida | 30 maggio 2021    |         |
| 202                                                           | La setta religiosa 「教団」 - Kyōdan | 6 giugno 2021     |         |
| 203                                                           | Attacco a sorpresa!! 「急襲…!!」 - Kyūshū...!! | 13 giugno 2021    |         |
| 204                                                           | Un maledetto osso duro 「ヤバイ野郎」 - Yabai yarō | 20 giugno 2021    |         |
| 205                                                           | La prova 「証明」 - Shōmei | 27 giugno 2021    |         |
| Saga di Kawaki: Il risveglio Otsutsuki (15 episodi)           | |                   |         |
| 206                                                           | La nuova Squadra 7 「新生第七班」 - Shinsei dai Nana-han | 4 luglio 2021     |         |
| 207                                                           | Rigenerazione 「再生」 - Saisei | 11 luglio 2021    |         |
| 208                                                           | Momoshiki si manifesta 「モモシキ顕現」 - Momoshiki kengen | 18 luglio 2021    |         |
| 209                                                           | L'escluso 「ノケモノ」 - Nokemono | 1º agosto 2021    |         |
| 210                                                           | Indizi sui Kara 「「殻」の手がかり」 - "Kara" no tegakari | 8 agosto 2021     |         |
| 211                                                           | All'inseguimento 「追跡」 - Tsuiseki | 15 agosto 2021    |         |
| 212                                                           | La defezione di Amado 「アマドの亡命」 - Amado no bōmei | 22 agosto 2021    |         |
| 213                                                           | Vera identità 「正体」 - Shōtai | 29 agosto 2021    |         |
| 214                                                           | Destino 「宿命」 - Shukumei | 5 settembre 2021  |         |
| 215                                                           | Determinazione 「覚悟」 - Kakugo | 12 settembre 2021 |         |
| 216                                                           | Vittima sacrificale 「生贄」 - Ikenie | 19 settembre 2021 |         |
| 217                                                           | Decisione 「決意」 - Ketsui | 26 settembre 2021 |         |
| 218                                                           | Amico 「相棒」 - Aibō | 3 ottobre 2021    |         |
| 219                                                           | Ritorno 「帰還」 - Kikan | 10 ottobre 2021   |         |
| 220                                                           | Il tempo rimanente 「残された時間」 - Nokosareta jikan | 17 ottobre 2021   |         |
| Saga dei nuovi esami Chūnin (7 episodi)                       | |                   |         |
| 221                                                           | Ritorna l'esame per chunin 「中忍試験、再び」 - Chūnin shiken, futatabi | 24 ottobre 2021   |         |
| 221                                                           | Ha inizio l'esame per diventare chunin, dopo la prima fase Boruto e compagni si imbattono in un ragazzo, Kaito Kawanami. Inizia la seconda fase del test che si svolgerà nella foresta proibita, l'obbiettivo è salvare dei civili feriti all'interno della foresta. Boruto perde tempo per salvare Kaito, nonostante questo abbia tentato di imbrogliarlo per passare l'esame facilmente e quindi non arriva in tempo al traguardo. Passano questa fase Tsubaki, Hoki, Inojin, Cuochi, Denki, Wasabi, Iwabei, Mitsuki, Sarada e infine che Boruto, per non aver abbandonato un alleato in territorio nemico. Viene annunciato l'esame finale: una battaglia individuale. |                   |         |
| 222                                                           | Notte prima della battaglia 「決戦前夜」 - Kessen zen'ya | 31 ottobre 2021   |         |
| 222                                                           | il giorno prima della finale tutti vanno ad allenarsi e prepararsi per l'esame. Intanto inoji e chocho promettono di diventare chunin per indossare il gilet insieme a shikadai. Tsubaki riceve la notizia di poter tornare al proprio paese e sembra estremamente felice al contrario delle due compagne di squadra. |                   |         |
| 223                                                           | Inojin contro Hoki 「いのじん対ホウキ」 - Inojin tai Hōki | 7 novembre 2021   |         |
| 223                                                           | Mitsuki e Boruto si imbattono in Himawari, la quale lo avvisa che sta accadendo qualcosa di strano. I due si buttano all'inssguimento di Amado d dei suoi rapitori. Il primo duello è tra Inojin e Hoki. vince Hoki, grazie a una tecnica insegnagli da Sai per contrastare il capovolgimento spirituale. |                   |         |
| 224                                                           | La leggenda del Bakeneko 「化け猫伝説」 - Bakeneko densetsu | 14 novembre 2021  |         |
| 224                                                           | Secondo duello, Wasabi sembra sotto pressione perché tutta la famiglia la crede essere destinata a diventare il primo hokage della dinastia Izuno. Inoltre la nonna gli consegna una pergamena con cui lei dovrebbe essere in grado di evocare un gigantesco gatto, il bakeneko. Anche Shinki e compagni sono venuti ad assistere all'esame. E c'è perfino Kawaki. Per dimostrargli che bisogna credere nei sogni Iwabei crea un gigantesco gatto di terra. Tuttavia cade esausto dopo averlo creato. Quando la testa dell'enorme gatto sta per cadere su Iwabei, Wasabi lo salva evocando il bakeneko. Ricredendosi così sulla veridicità della storia della nonna. Vince l'incontro Wasabi perché Iwabei non è più in grado di alzarsi. |                   |         |
| 225                                                           | Scontro tra migliori amiche 「親友対決」 - Shin'yū taiketsu | 21 novembre 2021  |         |
| 225                                                           | si scontrano Chocho e Sarada. Ma inizialmente Sarada non fa sul serio e Chocho se ne rende conto. Ma quando comprende la serietà dell'amica, Sarada inizia a fare sul serio, vincendo l'incontro grazie al millefalchi. Intanto Amado viene salvato da Boruto e Mitsuki. Che corrono all'esame per chunin. |                   |         |
| 226                                                           | Samurai contro Scienza 「サムライ対カガク」 - Samurai tai Kagaku | 28 novembre 2021  |         |
| 226                                                           | Mitsuki e Boruto arrivano in ritardo e vengono così squalificati. Il prossimo scontro è tra Denki e Tsubaki. Denki si presenta con un'armatura da lui creata, che gli permette di tenere testa a Tsubaki. Quando questa viene distrutta, sembra che per Denki non ci siano più speranze, ma quest'ultimo vinche grazie alle sue tecniche ninja del fulmine. Tsubaki decide di restare al villaggio della foglia e Kawaki di diventare un Genin. |                   |         |
| 227                                                           | Squadra 7, ultima missione?! 「第七班、最後の任務!?」 - Dainanahan, saigo no ninmu!? | 5 dicembre 2021   |         |
| 227                                                           | la squadra 7 sperava di poter portare a termine un'ultima missione insieme al vecchio capitano, Konohamaru, ma scoprono che quest'ultimo è in missione e non tornerà prima della proclamazione a chunin di Sarada. Tuttavia sembra che la sua missione di scorta vada male, infatti Mirai torna al villaggio gravemente ferita. La squadra 7 viene mandata in supporto di Konohamaru e scopre che la situazione è più grave di quello che sembrava. Il responsabile è infatti, Hyogo delle cento facce, un rinomato criminale. Grazie al pronto intervento della squadra 7 la situazione si risolve per il meglio. |                   |         |
| Saga di Kawaki: shinobi di Konoha (4 episodi)                 | |                   |         |
| 228                                                           | Kawaki, la strada per diventare ninja 「カワキ、忍への道」 - Kawaki, shinobi e no michi | 12 dicembre 2021  |         |
| 228                                                           | Kawaki viene mandato in diverse missioni di rango D come apprendista Genin, ma sembra non essere adatto al lavoro di squadra. L'Hokage sospetta che le missioni affidategli siano troppo facili e gli affida così una missione di rango C insieme a Shikadai e Chocho, dicendogli che questa missione sarà anche il suo esame per diventare un Genin. Inizialmente Kawaki non vuole accettare la missione ma dopo aver parlato con Sarada decide di prenderne parte |                   |         |
| 229                                                           | Disobbedire all'ordine 「命令違反」 - Meirei ihan | 19 dicembre 2021  |         |
| 229                                                           | Il cliente che è stato affidata alla squadra di Shikadai, Chocho e Kawaki, un ragazzo di nome Mozuku, non sembra molto contento del comportamento di Kawaki. Intanto si inizia a sospettare che anche lui sia uno dei ragazzi presi di mira e uccisi in vari paesi. Boruto e compagni si accorgono che qualcosa non va mentre sono impegnati in una missione più facile. Shikadai e compagni vengono catturati da uno dei due fratelli sulle loro tracce che rubano il pacco del cliente. Si scopre così che in realtà il ragazzo trasportava una medicina per il suo paese e che quei due sono uomini del Damyo che vuole tenere il monopolio sulla cura per l'epidemia. Chocho è ferita e Kawaki decide di seguire il ragazzino nella sua missione abbandonando la squadra. |                   |         |
| 230                                                           | Desiderio 「願い」 - Negai | 26 dicembre 2021  |         |
| 230                                                           | Kawaki e Mozuku si scontrano con il secondo fratello( in precedenza scappato con la medicina) e Mozuku muore per difendere Kawaki. Mentre muore, gli chiede di portare la medicina al suo maestro. Arrivano Boruto e Shikadai che proteggono Kawaki e lo accompagnano fino alla destinazione, consegnando quindi la medicina al maestro di Mozuku. Kawaki chiede di poter ripetere l'esame da Genin, ma Naruto gli dice che lo ha superato secondo il rapporto di Shikadai. |                   |         |
| 231                                                           | Una katana arrugginita 「錆びた刀」 - Sabita katana | 9 gennaio 2022    |         |
| 231                                                           | al team 15 viene affidata la missione di indagare su degli omicidi avvenuti nel bosco. Tsubaki si rende subito conto che a essere l'artefice dei reati potrebbe essere un suo vecchio compagno. L'episodio si conclude con uno scontro tra i due, vinto da Tsubaki. |                   |         |
| Saga della grande battaglia navale di Kirigakure (29 episodi) | |                   |         |
| 232                                                           | Denki, prima missione da caposquadra 「デンキ隊長の初任務」 - Denki taichō no hatsu ninmu | 16 gennaio 2022   |         |
| 232                                                           | Denki si trova ad affrontare la prima missione da caposquadra, dovrà portare nel paese dell'acqua delle marionette create dal professore Katasuke ed effettuare i test prima che quest'ultimo lo raggiunga sull'isola. Anche se con qualche intoppo ,ossia la presenza di alcuni lasdri che tentano di rubare l'oro, la missione viene portata a termine con successo grazie alle ricerche effettuate in precedenza da Denki. |                   |         |
| 233                                                           | Nuova Squadra 7, in azione! 「新生第七班、発動」 - Shinsei dai Nana-han, hatsudō | 23 gennaio 2022   |         |
| 233                                                           | Alla squadra 7 si è unito Kawaki. La squadra dovrà portare il signor Katasuke nel paese dell'acqua per una conferenza sulla nuova centrale elettrica del villaggio della nebbia. Arrivato al villaggio però mentre il signor Katasuke e in attesa per salire sul dirigibile 2 che lo porterà a vedere la centrale dall'alto, il dirigibile 1 esplode improvvisamente. In tutto ciò boruto si è diretto alla prigione per incontrare Kagura, che ha deciso di diventarne il guardiano. |                   |         |
| 234                                                           | Un cattivo senza freni 「放たれた悪党」 - Hanatareta akutō | 30 gennaio 2022   |         |
| 234                                                           | Si scopre che l'esplosione del dirigibile non era altro che un diversivo. Il vero scopo dei nemici era infatti liberare il capo dei pirati Funato dalla prigione. Dopo aver perso contro i Funato, Kagura e Boruto raggiungono gli altri, qui vengono a conoscenza del fatto che la difesa nel mare ovest (punto vicino a dove sta operando la squadra 5 di Denki) è sotto il controllo dei nemici. Boruto e compagni si decidono così a raggiungerli ma per farlo hanno bisogno di unirsi alla squadra di Kagura, il quale decide di portare con sé tre ex criminali dalla sua prigione come suoi nuovi sottoposti. Anche se un po' contrariati, la squadra 7 decide di salpare insieme allo strano gruppo, utilizzando l'unica barchetta disponibile. |                   |         |
| 235                                                           | Infiltrazione a Dotojima 「潜入、ドトウ島」 - Sennyū, dotōjima | 6 febbraio 2022   |         |
| 236                                                           | Fuga 「脱出」 - Dasshutsu | 13 febbraio 2022  |         |
| 237                                                           | La fortezza mobile 「移動要塞」 - Idō yōsai | 20 febbraio 2022  |         |
| 238                                                           | Un assassino sulla nave 「殺人鬼の船」 - Satsujinki no fune | 27 febbraio 2022  |         |
| 239                                                           | Il ragazzo dell'isola dei carpentieri navali 「造船の島の少年」 - Zōsen no shima no shōnen | 6 marzo 2022      |         |
| 240                                                           | Il sogno di Ikada 「イカダの夢」 - Ikada no yume | 13 marzo 2022     |         |
| 241                                                           | Il segreto di Ikada 「イカダの秘密」 - Ikada no himitsu | 20 marzo 2022     |         |
| 242                                                           | Seiren 「青煉」 - Seiren | 27 marzo 2022     |         |
| 243                                                           | Il posto a cui appartengo 「居場所」 - Ibasho | 3 aprile 2022     |         |
| 244                                                           | Spaccatura 「亀裂」 - Kiretsu | 10 aprile 2022    |         |
| 245                                                           | La tenacia di Funamushi 「フナムシの執念」 - Funamushi no shūnen | 17 aprile 2022    |         |
| 246                                                           | Un duro colpo 「痛手」 - Itade | 24 aprile 2022    |         |
| 247                                                           | Per Kagura 「かぐらのために」 - Kagura no tame ni | 1º maggio 2022    |         |
| 248                                                           | Un'altra battaglia all'ultimo sangue 「死闘、再び」 - Shitō, futatabi | 8 maggio 2022     |         |
| 249                                                           | I germogli dell'odio 「憎しみの芽」 - Nikushimi no me | 15 maggio 2022    |         |
| 250                                                           | Il sangue dei Funato 「舟戸の血」 - Funato no chi | 22 maggio 2022    |         |
| 251                                                           | La loro decisione 「二人の決意」 - Futari no ketsui | 29 maggio 2022    |         |
| 252                                                           | La voglia di crederci 「信じる気持ち」 - Shinjiru kimochi | 5 giugno 2022     |         |
| 253                                                           | Contrasto di idee 「相容れない想い」 - Ai irenai omoi | 12 giugno 2022    |         |
| 254                                                           | Il vortice della vendetta 「復讐の渦」 - Fukushū no uzu | 19 giugno 2022    |         |
| 255                                                           | Un compito difficile 「厄介な宿題」 - Yakkai na shukudai | 26 giugno 2022    |         |
| 256                                                           | La ricetta definitiva 「極上のレシピ」 - Gokujō no Reshipi | 3 luglio 2022     |         |
| 257                                                           | Konohamaru diventa l'Hokage?! 「火影になった木ノ葉丸!？」 - Hokage ni natta Konohamaru!? | 10 luglio 2022    |         |
| 258                                                           | Il viaggio alle terme della famiglia Uzumaki 「うずまき家の温泉旅行」 - Uzumaki-ke no onsen ryokō | 17 luglio 2022    |         |
| 259                                                           | Una ferita inguaribile 「癒えない傷」 - Ienai kizu | 24 luglio 2022    |         |
| 260                                                           | I fuochi d'artificio innalzati dall'amore 「恋の打ち上げ花火」 - Koi no uchiage hanabi | 31 luglio 2022    |         |
| Saga di Kawaki: l'Accademia Ninja di Himawari (13 episodi)    | |                   |         |
| 261                                                           | Kawaki: ingresso in Accademia!! 「カワキ、忍者学校入学!!」 - Kawaki, Akademī nyūgaku!! | 7 agosto 2022     |         |
| 262                                                           | Un tè dalla principessa 「お姫様のお茶会」 - Ohime-sama no ochakai | 14 agosto 2022    |         |
| 263                                                           | Hana, sboccia come un fiore!! I doni di un'insegnante 「花開け!!教師の才能」 - Hana hirake!! Kyōshi no sainō | 21 agosto 2022    |         |
| 264                                                           | Si forma il team investigativo dei sette misteri!! 「七不思議探検隊結成!!」 - Nana fushigi tanken-tai kessei!! | 28 agosto 2022    |         |
| 265                                                           | Rivalità tra team, le esercitazioni pratiche!! 「チーム対抗、実技実習!!」 - Chīmu taikō, jitsugi jisshū!! | 4 settembre 2022  |         |
| 266                                                           | Il rapimento di Himawari 「ヒマワリ誘拐事件」 - Himawari yūkai jiken | 11 settembre 2022 |         |
| 267                                                           | L'identità di Kawaki viene scoperta?! 「カワキ、正体発覚！？」 - Kawaki, shōtai hakkaku!? | 18 settembre 2022 |         |
| 268                                                           | Il festival scolastico è sotto tiro 「狙われた学園祭」 - Nerawareta gakuensai | 25 settembre 2022 |         |
| 269                                                           | L'ombra che si avvicina di nascosto 「忍び寄る影」 - Shinobiyoru kage | 2 ottobre 2022    |         |
| 270                                                           | Due facce della stessa medaglia 「表裏一体」 - Hyōri ittai | 9 ottobre 2022    |         |
| 271                                                           | L'isola del tradimento 「裏切りの島」 - Uragiri no shima | 16 ottobre 2022   |         |
| 272                                                           | Gli studenti riuniti!! 「生徒団結!!」 - Seito danketsu!! | 23 ottobre 2022   |         |
| 273                                                           | Addio, Accademia! 「さらば忍者学校!!」 - Saraba Akademī!! | 30 ottobre 2022   |         |
| Saga del Labirinto (8 episodi)                                | |                   |         |
| 274                                                           | Il falco che non può volare 「翔べない鷹」 - Tobenai taka | 6 novembre 2022   |         |
| 275                                                           | Di nuovo su per il cielo 「再び空へ」 - Futatabi sora e | 13 novembre 2022  |         |
| 276                                                           | Benvenuti al labirinto 「迷宮へようこそ」 - Meikyū e yōkoso | 20 novembre 2022  |         |
| 277                                                           | Vite al capolinea 「消える命」 - Kieru inochi | 27 novembre 2022  |         |
| 278                                                           | Il gioco delle sedie 「椅子取りゲーム」 - Isutori Gēmu | 4 dicembre 2022   |         |
| 279                                                           | L'ostacolo del sette 「七の壁」 - Shichi no kabe | 11 dicembre 2022  |         |
| 280                                                           | Si apre un varco 「突破口」 - Toppakō | 18 dicembre 2022  |         |
| 281                                                           | L'ottava verità 「八つ目の真実」 - Yattsume no shinjitsu | 25 dicembre 2022  |         |
| Sasuke Retsuden (5 episodi)                                   | |                   |         |
| 282                                                           | Sasuke Retsuden・Infiltrazione 「サスケ烈伝・潜入」 - Sasuke Retsuden・Sennyū | 8 gennaio 2023    |         |
| 283                                                           | Sasuke Retsuden・Costellazioni 「サスケ烈伝・星ならべ」 - Sasuke Retsuden・Hoshinarabe | 15 gennaio 2023   |         |
| 284                                                           | Sasuke Retsuden・Il segreto sottoterra 「サスケ烈伝・地下室の秘密」 - Sasuke Retsuden・Chikashitsu no himitsu | 22 gennaio 2023   |         |
| 285                                                           | Sasuke Retsuden・Il cielo caduto in Terra 「サスケ烈伝・地に降りし空」 - Sasuke Retsuden・Chi ni furishi sora | 29 gennaio 2023   |         |
| 286                                                           | Sasuke Retsuden・L'anello 「サスケ烈伝・指輪」 - Sasuke Retsuden・Yubiwa | 5 febbraio 2023   |         |
| Saga dell'assalto di Code (7 episodi)                         | |                   |         |
| 287                                                           | Graffi 「爪痕」 - Tsumeato | 12 febbraio 2023  |         |
| 288                                                           | Prigionieri 「虜」 - Toriko | 19 febbraio 2023  |         |
| 289                                                           | Qualifiche 「資格」 - Shikaku | 26 febbraio 2023  |         |
| 290                                                           | Presenza 「気配」 - Kehai | 5 marzo 2023      |         |
| 291                                                           | Controllo 「支配」 - Kontorōru | 12 marzo 2023     |         |
| 292                                                           | Brama 「渇望」 - Katsubō | 19 marzo 2023     |         |
| 293                                                           | Addio 「別れ」 - Wakare | 26 marzo 2023     |         |